# 後藤基平
後藤 基平（ごとう もとひら、? - 1685年9月16日（貞享2年8月18日）は、江戸時代初期の土佐藩士。土佐後藤家の第3代当主。禄100石。通称は九右衛門、又六。家紋は「丸に一つ菱」。

## 来歴
後藤基平は、土佐藩士・堀田伊左衛門の子として生れたが、美作後藤家の血統を継承していた土佐藩後藤家の本家当主・之基が後嗣を欠いていたため、母方の従弟であった基平が1649年2月6日（慶安元年12月25日）、之基の養子となり、藩主に御目見した。1660年（万治3年）、之基の死去により、その跡目高100石を相続した。1680年（延宝8年）、江戸勤番を命じられる。1682年（天和2年）、御献上御材木上乗を命じられ、大廻り船にて5月20日に出航し、江戸表へ赴いた。1685年9月16日（貞享2年8月18日）に病死した。以後この系統の子孫が、土佐藩後藤家の本家を継承した。幕末・大政奉還に功のあった後藤象二郎は、この家の分家当主にあたる。

## 家族

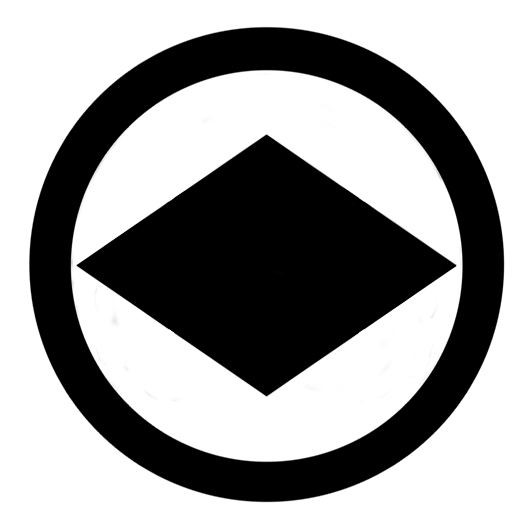
丸に一つ菱

- 養祖父：後藤福基（左京）
- 養父：後藤之基（十兵衛）
  - 本人：後藤基平（又六）
  - 妻：末松太右衛門の娘
    - 嫡子：後藤基生（又六）

## 補注
1. ↑  堀田伊左衛門は、深尾因幡の嫡子。
2. ↑  後藤象二郎は、後藤之基の兄・後藤助右衛門家の当主にあたる。（兄・助右衛門が分家し、弟・後藤之基が本家を継承している）